# Lastoursville
Lastoursville o Lastourville es una comuna gabonesa, chef-lieu del departamento de Mulundu de la provincia de Ogooué-Lolo.
En 2013 la comuna tenía una población de 11 990 habitantes, de los cuales 5942 eran hombres y 6048 eran mujeres.
La localidad, que era una factoría del comercio triangular, se denominaba Mandji hasta 1883, cuando cambió su nombre a Madiville. Adoptó su actual topónimo en 1886, haciendo referencia a François Rigail de Lastours, explorador francés que había fallecido aquí un año antes. Actualmente su economía se basa en la producción de aceite de palma, además de ser un centro administrativo y de transportes.
Se ubica a orillas del río Ogooué, en el cruce de las carreteras N3, N6 y R19, unos 50 km al noreste de la capital provincial Koulamoutou. Al este de la localidad se ubica uno de los puentes donde el Transgabonés cruza el Ogooué.